# The Modern Age (EP)
The Modern Age er debut-EP'en af det amerikanske indie rock band The Strokes, der blev udgivet i 2001.
| Musik | Spire Denne musikartikel er en spire som bør udbygges. Du er velkommen til at hjælpe Wikipedia ved at udvide den. |